# Jean-Baptiste Cléry
Jean-Baptiste Cléry (Vaucresson, Francia, 11 de mayo o 5 de noviembre de 1759 - Hietzing, Austria Hungría, 27 de mayo de 1809) fue el valet personal y ayudante de cámara del rey Luis XVI de Francia.

## Biografía

### Antes de la Revolución
Primero sirvió como secretario de la princesa de Guéméné antes de ser nombrado valet del delfín de Francia, quién más adelante se convertiría en el Rey Luis XVII.

### Durante la Revolución
Cléry fue nombrado valet de Luis XVI cuando fue encarcelado en la Torre del Temple hasta el 21 de enero de 1793. A pesar de que fue arrestado el 25 de septiembre de 1793, evitó la guillotina y fue liberado el 27 de julio de 1794. En su testamento, Luis había legado a Cléry «mis prendas, mis libros, mi reloj, mi bolso, y otros efectos pequeños que han sido depositados con el concejo de la Comuna».

### Después de la Revolución
Cléry se convirtió en ayudante de cámara del Conde de Provenza, futuro Luis XVIII, entregándole su diario detallando los acontecimientos de la Revolución. Su diario dio cuenta de lo que vio durante la conmovedora despedida del monarca con su familia. La obra fue publicada y recibió una buena acogida por parte del público, lo que más tarde condujo a que Cléry fuera nombrado caballero por Luis XVIII. La popularidad y los sentimientos pro-realistas generados por las memorias escritas por Cléry llevaron al gobierno francés a publicar una copia distorsionada del libro.
Cléry se trasladó a Austria-Hungría y compró una finca donde permaneció hasta su muerte en 1809.